# Sturmanite
La sturmanite è un minerale appartenente al gruppo dell'ettringite.